# 元子直
元子直（？—524年5月30日），字方言，河南郡洛阳县（今河南省洛阳市东）人，魏献文帝拓跋弘之孙，假黄钺、侍中、太师、领司徒、都督中外诸军事、彭城武宣王元勰庶长子，北魏宗室、官员。

## 生平
元子直年轻时就很有名气，为清河文献王元怿所赏识喜爱，以散骑侍郎为起家官，转任中书侍郎，后又授任通直散骑常侍，升任给事黄门侍郎。灵太后下诏说：“已故太师、彭城武宣王元勰道德高尚，功勋卓著，协助先帝，引导宣扬皇帝的遗命。抱病救难，报效汉水以北的忠诚，送别死者侍奉生者，竭尽鲁阳以南的节操。宗社依赖他而安定，皇室基业因为他而永远牢固。而他谦逊持守简约，屡次抑制皇帝给自己增加食邑的封赏，推辞多接受少，最终保持初封的食邑。这不是追念旧日报答恩情、思念功勋酬谢德行的做法。可将元勰前后所受封的户邑，分封给他另外三个儿子为县公，食邑各一千户，希望以此略微慰藉仁厚的灵魂，些许申述朝廷典章。”元子直因此被封为真定县开国公，不久加号冠军将军，仍担任黄门侍郎，后外任持节、督梁州诸军事、冠军将军、梁州刺史。元子直不久患病，在南郑闲养，没有其他政绩，被征召回京，正光五年四月十二日（524年5月30日），元子直因病在私人住宅中去世，朝廷赠予使持节、散骑常侍、安南将军、都官尚书、冀州刺史，谥号穆公。正光五年八月己卯朔六日甲申（524年9月19日）葬于长陵东北。元子直的弟弟魏孝庄帝元子攸登基后，于建义元年六月丁亥朔（528年7月3日）追封元子直为陈留王，食邑二千户，赠予假黄钺、太师、大司马、太尉，加前后部仪仗鼓吹。

## 其他
鹿悆担任元子直真定国中尉时，经常劝导元子直要忠诚廉洁，曾经赋诗说“峄山万丈树，雕镂作琵琶。由此材高远，弦响蔼中华。”又赋诗说：“援琴起何调？幽兰与白雪。丝管韵未成，莫使弦响绝。”元子直少年时有声誉，鹿悆想让他善始善终，所以写诗来劝谏元子直。元子直担任梁州刺史时，鹿悆也跟随前往梁州。梁州有兵粮和籴，和籴的人都抽取其中利润，只有鹿悆不取，元子直强迫鹿悆收取，鹿悆还是不从命。

## 家庭

### 祖父
- 拓跋弘，北魏显祖献文皇帝[3]

- 元勰，北魏假黄钺、侍中、太师、领司徒、都督中外诸军事、彭城武宣王[3]

### 兄弟姐妹
- 宁陵公主
- 襄城公主
- 元莒犁，北魏寿阳公主
- 元劭，北魏散骑常侍、平东将军、彭城王，追尊魏孝宣帝
- 元楚华，北魏光城公主
- 元季瑶，北魏丰亭公主
- 元子攸，魏孝庄帝
- 元子正，北魏侍中、骠骑大将军、司徒公、领尚书令、始平文贞王

### 子女
- 元宽，北魏侍中、抚军将军、陈留王
- 元刚，东魏宗正少卿、浮阳王
- 元文，北魏林虑哀王